# Дёмин, Николай Мефодиевич
Никола́й Мефо́диевич Дёмин (род. 15 сентября 1931 года, Киев) — советский и украинский архитектор, доктор архитектуры, профессор. Заслуженный архитектор Украины (1997), Народный архитектор Украины (2011), вице-президент Украинской академии архитектуры, член-корреспондент Национальной академии искусств Украины, иностранный член Российской академии архитектуры и строительных наук, член правления Национального союза архитекторов Украины, президент Союза урбанистов Украины. Лауреат Государственной премии Украины в области архитектуры, Премии Совета Министров СССР. Почётный зарубежный член Российской академии художеств, профессор Международной академии архитектуры (София). Иностранный член РААСН.

## Биография
Николай Дёмин родился 15 сентября 1931 года в Киеве в семье архитектора-реставратора Мефодия Михайловича Дёмина (1903—1988) и Нины Алексеевны Дёминой.
В 1956 году окончил Киевский инженерно-строительный институт (архитектурный факультет). С 1956 по 1957 работает архитектором в Челябинском отделении «Уралпромстройпроекта». Впоследствии, с 1957 по 1976 годы — архитектор в Институте градостроительства Академии архитектуры УССР. Одновременно учится в аспирантуре, которую оканчивает в 1961 году.
С 1976 года по 1986 год работал на должности начальника Управления Генерального плана «Киевпроекта». Через два года, в 1988 году (по 2002 год) становится директором Государственного научно-исследовательского института теории и истории архитектуры и градостроительства (НИИТИАГ). В том же 1988 году его назначают заведующим кафедрой городского строительства в КИСИ.
С 1990 года является руководителем Творческой архитектурной мастерской «Н. Дёмин».

## Семья
- Сын — Владимир Николаевич Дёмин, архитектор.
- Внук — Станислав Владимирович Дёмин, архитектор.

## Избранные проекты
- Киев, жилой дом № 6-а (микрорайон Позняки, Киев);
- Киев, жилой дом, ул. Комбинатная, 25 (Киев);
- Киев, жилой дом, ул. Семьи Кульженков, 22 (Киев).

## Градостроительство
- Автор четырёх генеральных планов Киева за последние 40 лет.

## Издательская деятельность
- Председатель редколлегии сборника «Архитектурное наследство Украины» (Киев, 1994—2002, вып. 1—5)
- Председатель редколлегии сборника «Теория и история архитектуры и градостроительства» (Киев, 1995—2002, вып. 1—5)
- Главный редактор научно-технического издания «Современные проблемы архитектуры и градостроительства» (Киев, КИСИ)

### Книги
- Архітектура України у державних преміях: 1941—2007 / Н. М. Дёмин, Н. М. Кондель-Перминова, А. О. Пучков. — Киев, 2008. (укр.)
- Дёмин Н. М. Управление развитием градостроительных систем. — К.: Будівельник, 1991. — 184 с.
- Дёмин Н. М., Солуха Б. В. Проблемы архитектурной экологии: Обзор. — М.: ВНИИТАГ, 1990. — 64 с.
- Лаврик Г. И., Дёмин Н. М. Методологические основы районной планировки. — М.: Стройиздат, 1975. — 98 с.
- Дьомін М. М., Сингаївська О. І. Містобудівні інформаційні системи: Містобудівний кадастр (Первинні елементи структури об’єктів містобудування та територіальноно планування). — Київ: Фенікс, 2015. — 216 с.

### Статьи
- Сучасні проблеми архітектури та містобудування: наук.-техн. зб. Вип. 20 / Ред.: М. М. Дьомін; Київ. нац. ун-т буд-ва і архіт. — К., 2008. — 418 с. (укр.)
- Применение строительной стали повышенной и высокой прочности для строительства и реконструкции жилья / В. И. Большаков, О. В. Разумова, Н. М. Демин // Вісн. Придніпр. держ. акад. буд-ва та архіт. — 2007. — № 11. — С. 4—20.
- Будівлі та споруди. Проблеми і принципи класифікації / М. Дьомін, О. Сингаївська // Містобудування та терит. планув. — 2007. — Вип. 27. — С. 105—110. (укр.)
- Сучасні проблеми архітектури та містобудування: Наук.-техн. зб. Вип. 17 / Ред.: М. М. Дьомін; Київ. нац. ун-т буд-ва і архіт.. — К., 2007. — 364 с. (укр.)
- Сучасні проблеми архітектури та містобудування: Наук.-техн. зб. Вип. 15 / Ред.: М. М. Дьомін; Київ. нац. ун-т буд-ва і архіт.. — К., 2006. — 353 с. (укр.)
- Экономические аспекты реконструкции территории массовой застройки / Н. М. Демин, М. В. Бывалина // Містобудування та терит. планув. — 2006. — Вип. 23. — С. 59—67.
- Сучасні проблеми архітектури та містобудування: Наук.-техн. зб. Вип. 16 / Ред.: М. М. Дьомін; Київ. нац. ун-т буд-ва і архіт.. — К., 2006. — 372 с. (укр.)
- Сучасні проблеми архітектури та містобудування: Наук.-техн. зб. Вип. 14 / Ред.: М. М. Дьомін; Київ. нац. ун-т буд-ва і архіт.. — К., 2005. — 284 с. (укр.)
- Київ. Комплексна схема транспорту / М. Дьомін, Я. Левітан, Ю. Марков // Містобудування та терит. планув. — 2005. — Вип. 20. — С. 4—10. (укр.)
- Містобудівні та соціально-економічні питання реконструкції територій п’ятиповерхової великопанельної забудови / М. М. Дьомін, М. В. Биваліна // Містобудування та терит. планув. — 2005. — Вип. 20. — С. 90—94. (укр.)
- Загальна методика формування метрополісних територій в Україні / М. М. Дьомін, М. М. Габрель // Містобудування та терит. планув. — 2005. — Вип. 21. — С. 102—113. (укр.)
- Проблемы и перспективы модернизации районов массовой жилой застройки 60 — 70-х годов в крупных городах (на примере г. Киева) / Н. М. Демин, М. В. Бывалина // Містобудування та терит. планув. — 2005. — Вип. 21. — С. 67—75.
- Сучасний стан та перспективи підготовки фахівців з вищою освітою по спеціальності «Міське будівництво і господарство» в Україні / М. М. Дьомін, О. Й. Кузьмич, В. В. Леонтович // Містобудування та терит. планув. — 2004. — Вип. 18. — С. 66—78. (укр.)
- Актуальні питання удосконалення нормативно-правової бази формування міського середовища / М. М. Дьомін, М. В. Омельяненко // Містобудування та терит. планув. — 2004. — Вип. 19. — С. 81—88. (укр.)
- Сучасні проблеми архітектури та містобудування: Наук.-техн. зб. Вип. 13 / Ред.: М. М. Дьомін; Київ. нац. ун-т буд-ва і архіт. — К., 2004. — 190 с. (укр.)
- Планировка и благоустройство жилых территорий: Моногр. / Л. В. Яременко; Ред.: Н. М. Демин; Нац. акад. изобраз. искусства и архитектуры, Издат. дом А. С. С.. — К., 2004. — 154 с.: рис., табл. — Библиогр.: 138 назв. — ISBN 966-8613-04-X. (укр.)
- Екологічний стан водозбору озёр Мінське та Лугове в системі озёр Опечень Оболонського району м. Києва / М. М. Дьомін, В. С. Ніщук, О.І. Сінгаєвська, Б. В. Солуха, О.І. Грабовська, Н. О. Калита, П.І. Берова // Містобудування та терит. планув. — 2004. — Вип. 19. — С. 89—95. (укр.)
- Оцінка екологічного стану території в складі містобудівного кадастру / М. М. Дьомін, Б. В. Солуха // Містобудування та терит. планув. — 2002. — Вып. 11. — С. 44—48. (укр.)
- Архітектурна школа КІБІ-КНУБА / Ред.: М. М. Дьомін. — К., 2000. — 316 с. (укр.)
- Теорія та історія архітектури і містобудування: Зб. наук. пр. Вип. 4 / Ред.: М. М. Дьомін. — К., 1999. — 332 с. (укр.)
- Містобудівна графіка / О.І. Сингаївська; Ред.: М. Дьомін; Держ. НДІ теорії та історії архіт. і містобудування. — К., 1998. — 176 с. — Бібліогр.: 115 назв. — ISBN 966-7452-01-8. (укр.)
- N. Demin, Ye. Leshanskij. A new basis for realization of the new master plan. // Архитектура СССР. — 1982. — № 6. (англ.)
- Н. Дёмин, Г. Лаврик, Л. Падалко. Экономика сети сельских школ // Строительство и архитектура. — 1971. — № 4.

## Рецензирование
- Юнаков О. Архитектор Иосиф Каракис. — Нью-Йорк: Алмаз, 2016. — 544 с. — ISBN 978-1-68082-000-3[4].

## Награды и отличия
- 1989 — Премия Совета Министров СССР;
- 1997 — Государственной премии Украины в области архитектуры;
- 2001 — «Знак почёта» Киевского городского головы[5];
- 1997 — Заслуженный архитектор Украины;
- 2002 — Орден «За заслуги» III степени;
- 2011 — Народный архитектор Украины.